# Cotycuara viridis
Cotycuara viridis là một loài bọ cánh cứng trong họ Cerambycidae.